# Liste der Baudenkmäler in Lutzingen
Auf dieser Seite sind die Baudenkmäler in der schwäbischen Gemeinde Lutzingen zusammengestellt. Diese Tabelle ist eine Teilliste der Liste der Baudenkmäler in Bayern. Grundlage ist die Bayerische Denkmalliste, die auf Basis des Bayerischen Denkmalschutzgesetzes vom 1. Oktober 1973 erstmals erstellt wurde und seither durch das Bayerische Landesamt für Denkmalpflege geführt wird. Die folgenden Angaben ersetzen nicht die rechtsverbindliche Auskunft der Denkmalschutzbehörde.

## Baudenkmäler nach Ortsteilen

### Lutzingen
| Lage                             | Objekt                              | Beschreibung | Akten-Nr.    | Bild            |
| -------------------------------- | ----------------------------------- | --- | ------------ | --------------- |
| Am Stock 1 (Standort)            | Katholische Pfarrkirche St. Michael | einschiffiger Bau mit Flachdecke und eingezogenem Chor, 1675–81 von Georg Danner, Erweiterung 1766–68 durch Simon Rothmiller, Turmerneuerung 1804/05 durch Franz Anton Schönherr; mit Ausstattung (siehe auch: Kanzel); Friedhofsmauer; Ölbergkapelle, 1783 und 19. Jahrhundert; an der Südwestecke des Friedhofes. | D-7-73-146-1 | weitere Bilder  |
| Höchstädter Straße 15 (Standort) | Altes Pfarrhaus                     | zweigeschossiger Giebelbau mit Giebelgesimsen und Putzdekor, 1760. | D-7-73-146-3 | Altes Pfarrhaus |

### Eichbergerhof
| Lage                       | Objekt              | Beschreibung                                                                                      | Akten-Nr.    | Bild |
| -------------------------- | ------------------- | ------------------------------------------------------------------------------------------------- | ------------ | ---- |
| Eichbergerhof 2 (Standort) | Ehemaliges Gutshaus | Zeltdachbau, wohl Fachwerk; Wirtschaftsteil, eingeschossiger Satteldachbau; wohl 17. Jahrhundert. | D-7-73-146-4 | BW   |

### Unterliezheim
| Lage                           | Objekt                               | Beschreibung | Akten-Nr.    | Bild           |
| ------------------------------ | ------------------------------------ | --- | ------------ | -------------- |
| Klosterring 1 (Standort)       | Katholische Pfarrkirche St. Leonhard | ehemalige Kloster- und Wallfahrtskirche, einschiffiger Bau mit eingezogenem Chor, Langhaus mit Korbbogentonne, Querarme mit Ovalkuppeln, 1731 von Johann Windschmidt errichtet; mit Ausstattung (siehe auch: Beichtstühle); in ummauertem Friedhof; Friedhofsmauer; Ölbergkapelle, 1733, in der Südwestecke des Friedhofes; Kapelle, 1733, in der Südostecke des Friedhofes. | D-7-73-146-5 | weitere Bilder |
| Klosterring 1, 5, 7 (Standort) | Ehemaliges Klostergebäude            | Ehemaliges Klostergebäude, jetzt Pfarrhaus und Forstamt, zweigeschossige Dreiflügelanlage mit Walmdach, Ostflügel (Pfarrhaus) 1760, Querbau 1763/64, Stallungen (Forstamt) 1765 auf der Nordseite der Kirche um einen quadratischen Hof. | D-7-73-146-6 | weitere Bilder |
| Klosterring 9 (Standort)       | Ehemalige Klosterbrauerei            | zweigeschossiger Giebelbau mit Satteldach, 1772/75. | D-7-73-146-7 | BW             |
| Leonhardsfeld (Standort)       | Feldkapelle                          | Marienkapelle, neugotisch, um 1880, wohl über älterem Kern; südöstlich des Ortes. | D-7-73-146-8 | BW             |